# Thanatephorus amygdalisporus
Thanatephorus amygdalisporus é uma espécie de fungo pertencente à família Ceratobasidiaceae.